# Sermiligaarsuk

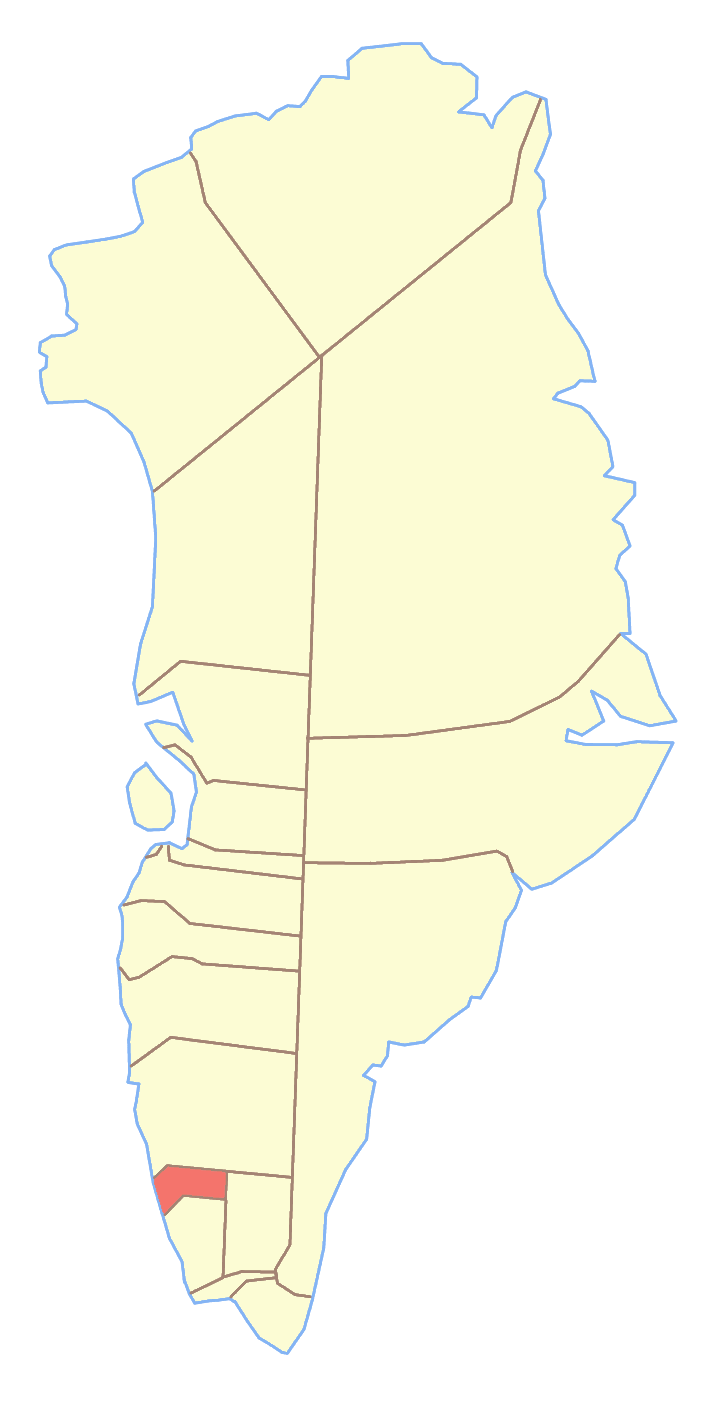
Ex comune di Paamiut, dove si trovava il Sermiligaarsuk

Il Sermiligaarsuk (o Sermiligârssuk) è un fiordo della Groenlandia di 45 km. Si trova a 61°29'N 48°43'O; appartiene al comune di Sermersooq.